# 樽味
樽味（たるみ）は愛媛県松山市の地名。現行行政地名は樽味一丁目から樽味四丁目。2012年1月1日現在の人口は1,562人、世帯数は797世帯。郵便番号は790-0905。

## 地理
松山市東部に位置する。町の北側に石手川が流れる。東野、石手、紅葉町、湯渡町、日の出町、枝松、桑原、正円寺と接している。

## 校区
市立の小・中学校に通う場合、地内は全て桑原小学校・桑原中学校の校区となる。

## 交通
道路
松山市道樽味溝辺線が走る。

## 施設
- 大学・学校　愛媛大学農学部 - 樽味キャンパス、愛媛大学附属高等学校
- 公共施設　JAえひめ中央桑原支所、樽味公民館
- 防災施設　国土交通省湯渡警報所、湯渡水位観測所
- 公園　樽味公園
- 神社・寺　素鵞神社、得能寺